# Resachus lineatifrons
Resachus lineatifrons är en skalbaggsart som beskrevs av Delève 1968. Resachus lineatifrons ingår i släktet Resachus och familjen lerstrandbaggar. Inga underarter finns listade i Catalogue of Life.